# Rheinische Handeï-Plantagen-Gesellschaft

Die Lage der Pflanzungen der Rheinischen Handeï-Plantagen-Gesellschaft in der Region Usambara, Deutsch-Ostafrika.

Die Rheinische Handeï-Plantagen-Gesellschaft (RHPG) war eine am 6. Februar 1895 in Köln unter Federführung des Bankhauses Sal. Oppenheim jr. & Cie. gegründete Kolonialgesellschaft, die Pflanzungen in der damaligen Kolonie Deutsch-Ostafrika betrieb und sich nach deren Verlust als Folge des Ersten Weltkriegs an Unternehmungen anderer Kolonialgesellschaften beteiligte.

## Geschichte
Der Anstoß zur Gründung der Rheinischen Handeï-Plantagen-Gesellschaft (RHPG) ging von dem Orientalisten und Archäologen Max Freiherr von Oppenheim aus, der 1893 im damaligen Deutsch-Ostafrika in der Landschaft Ost-Usambara (heutiges Tansania) etwa 15.000 Hektar Land erwarb.
Um das Gebiet für Pflanzungszwecke zu nutzen, wurde am 6. Februar 1895 in Köln die RHPG mit einem Grundkapital von 600.000 Mark gegründet, von dem zunächst 20 % eingezahlt wurden. Simon Alfred von Oppenheim, ein Vetter von Max und Teilhaber im Bankhaus, fungierte als erster Vorsitzender, als Gesellschafter engagierten sich vor allem Kaufleute und Industrielle aus Köln und dem Rheinland.
Da sich nach längeren Untersuchungen zeigte, dass das erworbene Terrain für eine Kaffeeplantage ungeeignet war, tauschte die RHPG 1500 Hektar Land gegen 500 Hektar der Deutsch-Ostafrikanischen Gesellschaft (DOAG). Auf diesem Gebiet wurde ab April 1896 die Kaffeeplantage „Ngambo“ angelegt.
Trotz zahlreicher Probleme durch Krankheiten, Trockenheit, Arbeitermangel und Schädlingsbefall, die den Aufbau der Pflanzung erschwerten, gelang es, im Jahr 1900 die erste Kaffeeernte einzufahren.
Neben der Kaffeekultur führte man auf der Pflanzung „Magunga“ Versuche zum Anbau von Kautschuk (Manihot Glaziovii) und Cinchona durch. Dies blieb jedoch insgesamt ein Unternehmen ohne Erfolg. Gleiches gilt für die Montan-Gesellschaft m.b.H., die die RHPG gemeinsam mit der DOAG 1895 nach Goldfunden in Usambara gegründet hatte, und für die 1900 erworbene Sisal-Pflanzung Kurasini bei Daressalam.
Trotz dieser Misserfolge schloss die RHPG – vor allem dank der Kaffeeverkäufe – das Jahr 1913 mit einem Gewinn von etwa 25.000 Mark ab.
Im Zuge des Ersten Weltkriegs kam es zu Kämpfen zwischen britischen und deutschen Truppen in Deutsch-Ostafrika. Obwohl es gelang, den Pflanzungsbetrieb auf Ngambo und Magunga während des Kriegs aufrechtzuerhalten, mussten die Plantagen schließlich im April 1920 an die siegreichen Briten übergeben werden. Der RHPG war damit die Grundlage ihrer wirtschaftlichen Tätigkeit bis auf Weiteres entzogen.
Nach Ende des Ersten Weltkriegs rückten die Bemühungen um Schadensersatz für den Verlust der Plantagen in den Mittelpunkt. Die Verhandlungen mit den Behörden zogen sich über Jahre hin. Schließlich erhielt die RHPG von 1922 bis 1929 verschiedene Entschädigungen und Darlehen.
Anstatt neue Pflanzungen zu gründen, investierte die RHPG in der Folge in überseeische Plantagen- und Handelsunternehmen anderer Gesellschaften, die in den 1930er Jahren jedoch größtenteils Verluste einfuhren.
Im Jahr 1946 bricht die Überlieferung zur RHPG plötzlich ab. Ihr weiteres Schicksal ist unbekannt.